# Mayumi Yamada
Mayumi Yamada –en japonés, 山田 真由美, Yamada Mayumi– (25 de junio de 1976) es una deportista japonesa que compitió en judo. Ganó una medalla de bronce en el Campeonato Asiático de Judo de 2001 en la categoría de –57 kg.

## Palmarés internacional
| Campeonato Asiático | Campeonato Asiático   | Campeonato Asiático | Campeonato Asiático |
| Año                 | Lugar                 | Medalla             | Categoría           |
| ------------------- | --------------------- | ------------------- | ------------------- |
| 2001                | Ulán Bator (Mongolia) | Medalla de bronce   | –57 kg              |